# ジョナサン・ワイルド

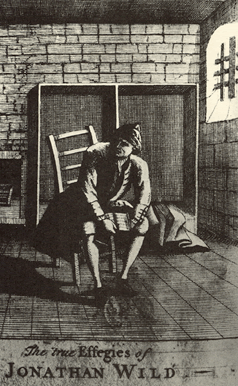
ジョナサン・ワイルド

ジョナサン・ワイルド（Jonathan Wild、1683年5月6日洗礼 - 1725年5月24日）は、18世紀初頭に活躍したイギリスの犯罪者。泥棒の元締めにして盗品故買屋であり組織犯罪の先駆けともいうべき存在である。
当初はスリだったが、購入した保安官助手の役職を利用し、自ら盗んだ盗品を、第三者を装い被害者に謝礼と引き換えに返していた。
そして、この仕事をロンドンに拡大して盗品故買屋を作った。ワイルドは、ロンドン中の泥棒を恐喝して自分の言い値で盗品を買い取り、これを本来の持ち主に謝礼と引き換えで返した。これは、当時のイギリスに警察制度が無く、治安判事も名誉職に過ぎないという問題に目をつけたものだった。
しかし、議会が新たに、金銭と引き換えに盗品の情報を提供することを禁止する特別法を制定したため、ワイルドは捕らえられてロンドンのタイバーンで絞首刑に処された。
1743年に弁護士・判事で作家のヘンリー・フィールディングが、長編小説の形で「ジョナサン・ワイルド伝」を出し後世に名が残った。（訳書は『大盗ジョナサン・ワイルド伝』 袖山栄真訳、集英社〈世界文学全集6．悪漢小説集〉、1979年）
コナン・ドイル著、シャーロック・ホームズシリーズ『恐怖の谷』に言及がある。